# Bobslæde under vinter-OL 2022
Bobslæde ved vinter-OL 2022 afholdes på Xiaohaituo Bobslæde- og kælkebane, som er et af Yanqing-klyngens sportssteder. Der vil blive afholdt i alt fire bobslædebegivenheder mellem 4. og 20. februar 2022.
I juli 2018 tilføjede Den Internationale Olympiske Komité (IOC) officielt kvindernes enerbob-begivenhed til programmet, hvilket øgede det samlede antal begivenheder til fire.

## Medaljevindere
| Event              | Guld                                                                                | Guld    | Sølv                                                                             | Sølv    | Bronze                                                           | Bronze  |
| ------------------ | ----------------------------------------------------------------------------------- | ------- | -------------------------------------------------------------------------------- | ------- | ---------------------------------------------------------------- | ------- |
| Toer-mænd          | Tyskland · Francesco Friedrich · Thorsten Margis                                    | 3:56.89 | Tyskland · Johannes Lochner · Florian Bauer                                      | 3:57.38 | Tyskland · Christoph Hafer · Matthias Sommer                     | 3:58.58 |
| Firer-mænd         | Tyskland · Francesco Friedrich · Thorsten Margis · Candy Bauer · Alexander Schüller | 3:54.30 | Tyskland · Johannes Lochner · Florian Bauer · Christopher Weber · Christian Rasp | 3:54.67 | Canada · Justin Kripps · Ryan Sommer · Cam Stones · Ben Coakwell | 3:55.09 |
| Kvindernes Monobob | Kaillie Humphries · USA                                                             | 4:19.27 | Elana Meyers · USA                                                               | 4:20.81 | Christine de Bruin · Canada                                      | 4:21.03 |
| Toer kvinder       | Tyskland · Laura Nolte · Deborah Levi                                               | 4:03.96 | Tyskland · Mariama Jamanka · Alexandra Burghardt                                 | 4:04.73 | USA · Elana Meyers Taylor · Sylvia Hoffman                       | 4:05.48 |